# مجموعة اتصالات الأردن
مجموعة الاتصالات الاردنية هي المزود الرئيسي لخدمات الاتصالات في الأردن. تتولى الشركة مسؤولية إدارة البنية التحتية للإتصالات السلكية واللاسلكية التي تشكل قاعدة صناعة خدمات الاتصالات في الأردن.
بعد قرار خصخصة الشركة في 23 يناير 2000، كانت مجموعة الاتصالات الأردنية مملوكة بنسبة 60٪ للحكومة الأردنية، أما ال 40٪ المتبقية من أسهم المجموعة فهي مملوكة لمجموعة جيتكو للاستثمار، وهي شركة قابضة تتكون من أورنچ (88٪) والبنك العربي (12٪).
تملك مجموعة الاتصالات الأردنية شركات الاتصالات التالية:
- شركة الاتصالات الاردنية
- أورانج الأردن
- البعد الإلكتروني

## شركة الاتصالات الاردنية
الاتصالات الأردنية هي شركة هاتف مخصصة، تأسست عام 1971 وتنتمي الآن إلى مجموعة الاتصالات الأردنية. وهي حاصلة على رخصة الاتصالات، لكن مكون الهاتف المحمول تديره شركة أورنج الأردنية.

## تاريخ
يمكن إرجاع تاريخ الاتصالات في الأردن إلى أوائل عام 1921، وحينها أُنشأت دائرة البرق والبريد لتقديم خدمات التلغراف والبريد لإمارة شرق الأردن. بعد تأسيس المملكة الأردنية الهاشمية، أُنشأت وزارة البريد والتلغراف والاتصالات الهاتفية سنة 1951، والتي طورت خدمات الاتصالات في البلاد، وكانت مسؤولة عن جميع الاتصالات داخل الأردن. قدمت أول خدمة مقسم آلي باستخدام مفتاح كهروميكانيكي بسعة 5000 خط، سنة 1961.
وبعد عقد من الزمن أنشأت مؤسسة المواصلات السلكية واللاسلكية (TCC)، والتي كانت مملوكة بالكامل للحكومة الأردنية، وذلك في سنة 1971، حيثُ تولت الإدارة اليومية لخدمات الاتصالات مثل الهاتف والتلغراف والتلكس. كما كانت محطة أرضية ساتلية في البقعة تعمل باستخدام مرافق إنتلسات. شهدت شبكة الاتصالات الأردنية توسعا كبيرًا كجزء من برنامج استثماري حكومي (1973 - 1985). وتمكنت الحكومة من بدء برنامج تطوير يُعرف باسم البرنامج الوطني للاتصالات سنة 1993.

## وصلات خارجية
- Orange Jordan